# Pierre de Rieux
Pierre de Rieux, o de Rochefort, signore di Assérac e di Derval (Ancenis, 9 settembre 1389 – Compiègne, 1439), è stato un militare francese, maresciallo di Francia.

## Biografia
Figlio di Jean II de Rieux, anch'egli maresciallo di Francia, e di Jeanne de Rochefort, dal 1403 fu scudiero di Giovanni V di Bretagna, che lo fece governatore di Saint-Malo.
Ricevette la carica di maresciallo il giorno stesso delle dimissioni del padre, il 12 agosto 1417, ma ne fu privato neanche un anno dopo, il 2 giugno 1418, per volontà della fazione dei Borgognoni, in quanto fedele al sovrano Carlo VI. Si trovava a Parigi in quei giorni, quando la città fu presa dai Borgognoni, e si ritirò nella Bastiglia, che difese per qualche giorno dopo un inutile tentativo di riprendere il controllo della città; raggiunse poi il Delfino Carlo a Bourges con 500 uomini d'arme e 300 balestrieri. Lo stesso anno combatté contro gli inglesi in Angoumois e Normandia. L'8 maggio 1429 contribuì a far levare l'assedio ad Orléans.
Nel 1431, quando si combinò il fidanzamento di Pietro II, secondogenito del duca Giovanni V, con Francesca d'Amboise, fu chiesto il suo consenso.
Fu uno dei commissari del Trattato di Arras, nel 1435. In Alta Normandia respinse gli attacchi degli inglesi capitanati da John Talbot; nel corso della campagna prese d'assalto le città di Dieppe, Fécamp, Moutiers e Villiers, e pose l'assedio a quella di Harfleur, che conquistò dopo essere stato respinto al primo attacco.
Nel 1437 con il connestabile de Richemont prese Aumale, Saint-Germain, Fontaine-le-Bourg, Préaux, Blainville. Costrinse gli inglesi a togliere l'assedio ad Harfleur nel 1438, ma, tornando a Parigi, fu arrestato davanti alle porte del castello di Compiègne dagli uomini di Guillaume de Flavy e gettato nella prigione cittadina; fu poi condotto nel castello di Nesles, a Fère-en-Tardenois, dove morì per un'epidemia alcuni mesi dopo. Sepolti inizialmente a Nesle-le-Repons, i suoi resti furono nel 1514 trasferiti nella chiesa di Notre-Dame de Rieux in Bretagna.